# 维利耶欧科尔内耶
维利耶欧科尔内耶（法語：Villiers-aux-Corneilles，法語發音：[vilje o kɔʁnɛj]）是法国马恩省的一个市镇，位于该省西南部，属于埃佩尔奈区。

## 地理
维利耶欧科尔内耶（48°34'31"N, 3°40'44"E）面积5.88 平方千米，位于法国大東部大區马恩省，该省份为法国东北部内陆省份，北起阿登省，西北接埃纳省，西南接塞纳-马恩省，南至奥布省，东南接上马恩省，东临默兹省。
与维利耶欧科尔内耶接壤的市镇（或旧市镇、城区）包括：拉塞勒苏尚特梅勒、塞纳河畔孔夫朗、埃克拉沃勒-吕雷、塞纳河畔马西伊、波唐日、奥布河畔萨龙。

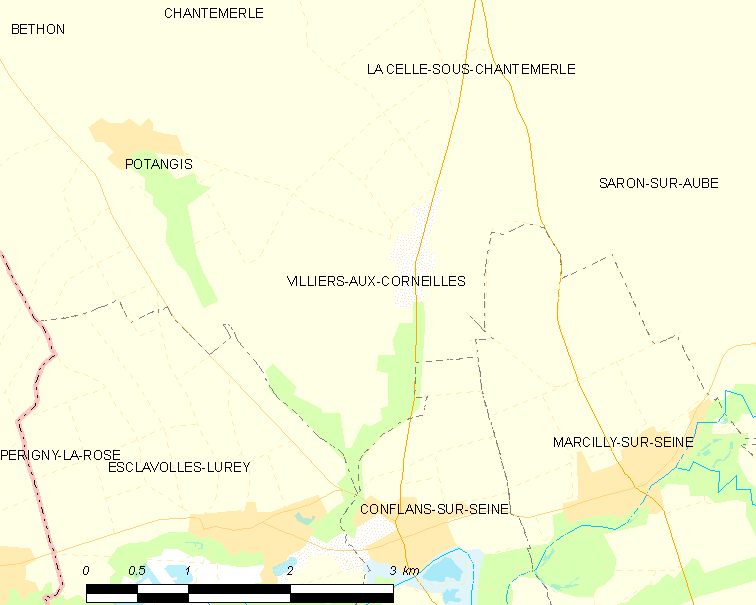
维利耶欧科尔内耶的OSM定位图

维利耶欧科尔内耶的时区为UTC+01:00、UTC+02:00（夏令时）。

## 行政
维利耶欧科尔内耶的邮政编码为51260，INSEE市镇编码为51642。

## 政治
维利耶欧科尔内耶所属的省级选区为韦尔蒂-香槟平原县。

## 人口

1962-2008年间维利耶欧科尔内耶人口变化图示

维利耶欧科尔内耶于2022年1月1日时的人口数量为113人。